# Manganesepta
Manganesepta là một chi ốc biển, là động vật thân mềm chân bụng sống ở biển trong họ Fissurellidae.

## Các loài
Các loài trong chi Manganesepta gồm có:
- Manganesepta hessleri McLean & Geiger, 1998[2]